# Anbauverband
Anbauverband (auch Erzeugerverband) ist ein Zusammenschluss von biologisch wirtschaftenden Bauern, Verarbeitern und anderen landwirtschaftlichen Produzenten zum Zwecke der Förderung der gemeinsamen Vermarktung und Kontrolle der Verbandsware. Der erste Anbauverband war der 1924 gegründete Demeter-Verband.
In der EU kontrollieren und fördern national unterschiedliche Anbauverbände ihre Mitglieder, wofür diese ihre Produkte mit dem Anbauverbands-Siegel kennzeichnen dürfen. Die Mitgliedschaft ist somit eine Zertifizierung. In ihren Anforderungen gehen die Verbände teilweise beträchtlich über das EG-Recht (siehe EG-Öko-Verordnung) hinaus.

## Verbände
International:
- Internationale Vereinigung der ökologischen Landbaubewegungen (IFOAM)

In Deutschland:
| Name            | Gründung | Mitglieder 2010 | Mitglieder 2011 | Mitglieder 2014 | Mitglieder 2017 | Mitglieder 2018 | Logo |
| --------------- | -------- | --------------- | --------------- | --------------- | --------------- | --------------- | ---- |
| Biokreis        | 1979     | 810             | 872             | 975             | 1142            | 1285            |      |
| Bioland         | 1971     | 5233            | 5443            | 5783            | 6861            | 7744            |      |
| Biopark         | 1991     | 647             | 571             | 635             | 535             | 509             |      |
| Demeter         | 1924     | 1388            | 1387            | 1449            | 1509            | 1599            |      |
| Ecoland         | 1997     | 29              | 41              | 36              | 41              | 51              |      |
| Ecovin          | 1985     | 210             | 215             | 250             | 236             | 241             |      |
| Gäa             | 1989     | 337             | 342             | 355             | 380             | 385             |      |
| Naturland       | 1982     | 2214            | 2441            | 2616            | 3127            | 3721            |      |
| Verbund Ökohöfe | 2007     | 162             | 162             | 151             | 141             | 134             |      |

Als Dachverband der Erzeuger, Verarbeiter und Händler tritt seit 2002 der Bund Ökologische Lebensmittelwirtschaft (BÖLW) auf.
Verbände in der Schweiz:
- Bio Suisse
- Verein für biologisch-dynamische Landwirtschaft (Demeter Schweiz)

Verbände in Österreich:
- Bio Austria
- Demeter Österreich[7]
- Erde & Saat Österreich
- Hofmarke Österreich

In Luxemburg haben sich die Bio-Landwirte in der Verenegung fir biologesche Landbau Lëtzebuerg a.s.b.l. (Memento vom 18. Januar 2006 im Internet Archive) zusammengeschlossen.